# Charles Eversfield
Charles Eversfield (15 septembre 1683 - 17 juin 1749) de Denne Place, près de Horsham, dans le Sussex, est un homme politique conservateur britannique qui siège à la Chambre des communes entre 1705 et 1747.

## Biographie

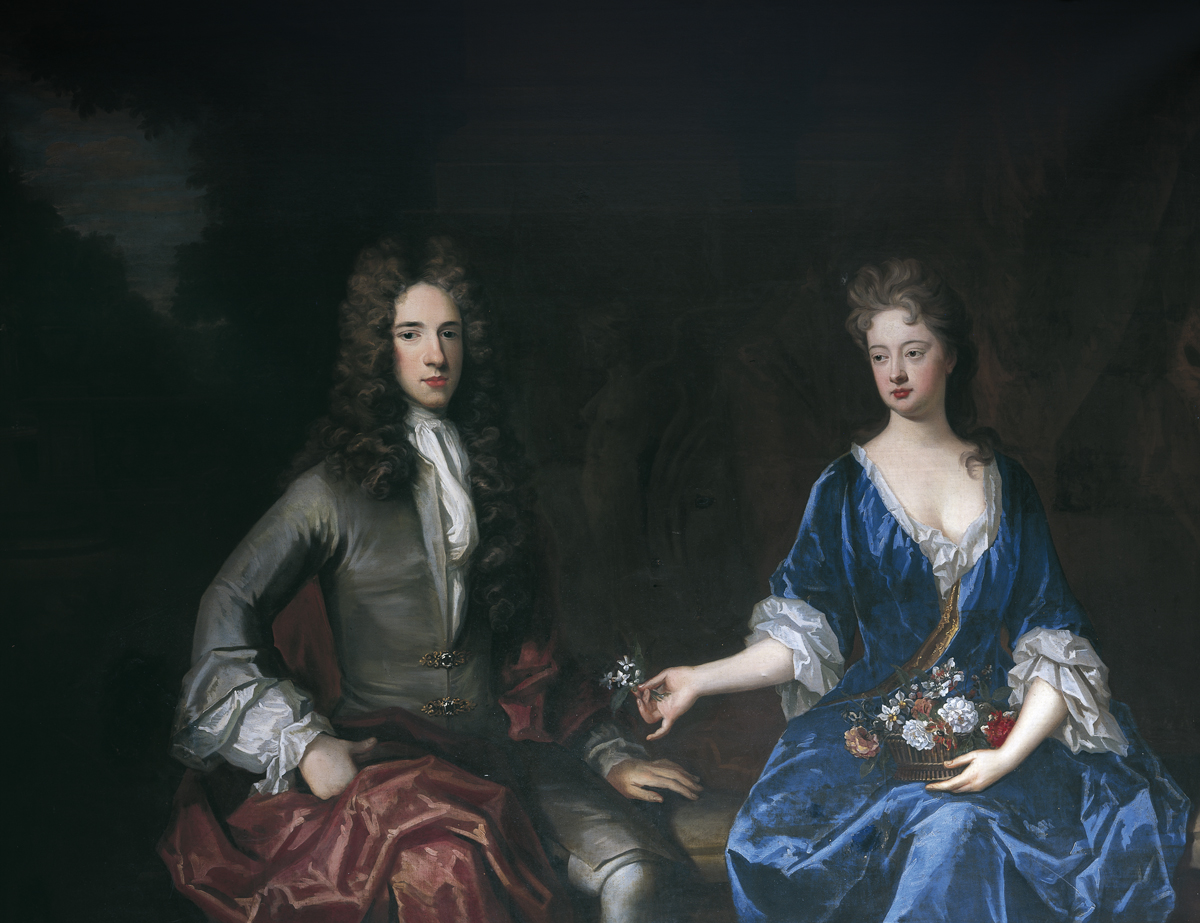
Portrait de Charles Eversfield et de sa femme, attribué à un disciple de Godfrey Kneller. Horsham Museum, Horsham, Sussex

Il est le seul fils de Nicholas Eversfield de Charlton Court, près de Steyning, Sussex et de son épouse, Elizabeth Gildridge, fille de Nicholas Gildridge d’Eastbourne, Sussex. En 1684, il succède à son père. Il épouse Mary Duncombe, fille de Henry Duncombe de Weston, Surrey, le 21 juillet 1702 .

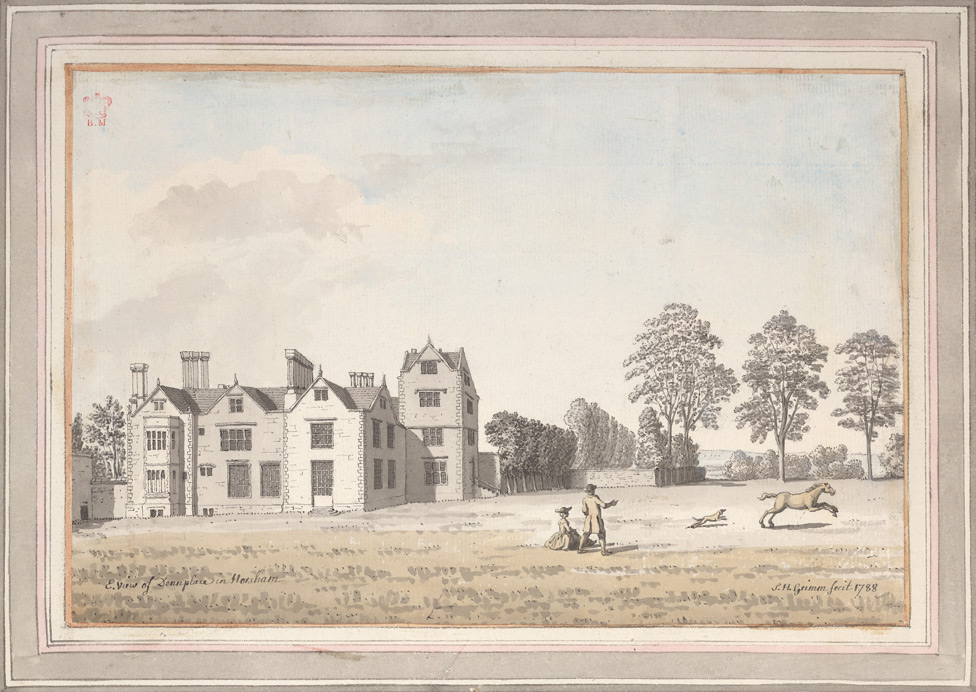
Denne Park, près de Horsham. Aquarelle de Samuel Hiéronymus Grimm

En 1695, il hérite du domaine de Denne de son oncle Anthony Eversfield et d'un patronage électoral à Horsham. Dès qu'il atteint sa majorité, il se présente à Horsham lors de l'élection générale de 1705, étant classé comme «homme de la religion». Il est relativement discret lors de son premier mandat, mais vote contre le candidat à la présidence de la Cour le 25 octobre 1705. Il est réélu pour Horsham en tant que conservateur aux élections générales britanniques de 1708. Le 8 mars 1709, il est rapporteur contre l'élection de Thomas Meredyth à Midhurst et vote contre la destitution d'Henry Sacheverell en 1710. Aux élections générales britanniques de 1710, il est réélu pour Horsham et pour le Sussex et choisit de siéger pour le Sussex. Au cours de cette législature, il est l'un des porte-parole du club d'octobre. Il obtient une place de payeur et de trésorier d'Ordnance en 1712. Il est réélu à nouveau à 1713 mais perd sa place de Paymaster lors de l'avènement de George Ier en 1714 .
Aux élections générales britanniques de 1715, il est battu dans le Sussex et est destitué à Horsham le 16 juin 1715. Il se retrouve sans siège. Il s'entend avec ses adversaires, les Ingrams, pour partager la représentation de Horsham et il est réélu là-bas sans opposition lors d'une élection partielle le 12 juin 1721. Il est réélu pour Horsham aux élections générales britanniques de 1722 et vote pour le gouvernement. Il prend la parole lors d'un débat militaire le 26 octobre 1722. Il est de nouveau réélu pour Horsham en 1727 et 1734. Il vote ensuite régulièrement avec le gouvernement et aide le duc de Newcastle aux élections du comté. En 1737, il vend ses droits à Horsham aux Ingrams et, en 1741, il redevient député de Steyning, continuant de voter avec le gouvernement. Il est classé comme un ancien whig en 1746 et ne se présente pas en 1747 .
Il se remarie le 9 août 1731 à Henrietta Maria Lady Jenkinson, veuve de Sir Robert Jenkinson, 3e baronnet et fille de Charles Scarborough de Windsor, Berkshire. Il meurt le 17 juin 1749, laissant un fils et quatre filles de sa première femme . Son fils aîné Charles hérite d'un titre de baronnet créé pour Henry Fermor.